# Алексеев, Пётр Васильевич
Пётр Васи́льевич Алексе́ев (род. 21 мая 1932, Борисоглебск, Центрально-Чернозёмная область, СССР — 30 мая 2021, Москва) — советский и российский философ

, специалист по метафилософской теории познания и истории философии в России XIX—XX вв. Доктор философских наук (1979), профессор. Заслуженный профессор Московского университета, заслуженный работник высшей школы Российской Федерации (2005). Зачинатель создания, главный редактор и ведущий автор энциклопедического словаря «Философы России XIX—XX столетий. Биографии, идеи, труды», 1-го (1993), 2-го (1995), 3-го (1999), и 4-го (2002) изданий и «Философы России начала XXI столетия: Биографии, идеи, труды: энциклопедический словарь».

## Биография
Окончил первый курс 2-го Московского государственного медицинского института и перевёлся на философский факультет МГУ имени М. В. Ломоносова. Сначала учился на психологическом, затем перешёл на философское отделение, окончив университет в 1956 году. Затем учился в заочной и в очной аспирантуре МГУ имени М. В. Ломоносова.
В 1964 году защитил диссертацию на соискание учёной степени кандидата философских наук «В. И. Ленин о союзе марксистско-ленинской философии и естествознания и борьба за этот союз в первые годы Советской власти».
В 1964—1969 годах преподавал в Московском государственном медико-стоматологическом институте (старший преподаватель, доцент, и. о. заведующего кафедрой философии).
С 1970 года преподавал на философском факультете МГУ имени М. В. Ломоносова. Доцент, а с 1981 года — профессор кафедры диалектического материализма (с 1990 — кафедра систематической философии, с 2001 — кафедра теории познания и онтологии).
В 1979 году защитил диссертацию на соискание учёной степени доктора философских наук по теме «Союз марксистской философии и естествознания».
В 1980—1990 годах преподавал в качестве совместителя в ряде вузов Москвы, в том числе был профессором ИПК (ИППК) МГУ имени М. В. Ломоносова. В 1988/1989 учебном году преподавал философию в Карловом университете.
Опубликовал ряд материалов философской дискуссии 1930—1931 годов в СССР в журнале «Философские науки» и журнале «Мы» (1992).
Сын, А. П. Алексеев (род. 1957) — также профессор философского факультета МГУ.

## Научная деятельность
П. В. Алексеевым предложена новая схема предметного основания философии, дано обоснование выделения из философии знания наряду с теоретическим фактуального уровня, раскрыты междисциплинарные и межсубъектные пути сотрудничества философии и науки.
В публикациях 1963—1970 годов прослеживается история союза философии и естествознания с учётом деформации этой идеи в 1920—1950-х годах в СССР. Исходя из того, что партийность является определённостью социальной позиции субъекта им найдено несколько особенностей в этом феномене и описаны его формы. Также подчеркивается необходимость устранения однозначной связи между философской системой и политическим режимом (политикой).
П. В. Алексеев определил особый вид мировоззрения — натуралистский. Диалектика как метод представлена упорядоченной системой принципов и императивов. Он обосновал положение, из которого следует, что есть предел противоположности между материей и духом. Алексеев считает, что если обращаться к материи как субстанции (в её понимании Бенедиктом Спинозой), то в этом случае понятие «материя» включает в себя понятие «дух». Отсюда следует, что дух вечен и материя духовна (в потенциальном, диспозиционном и актуальном планах). Это способствует снятию крайнего противопоставления материализма и идеализма. В последние годы П. В. Алексеевым предпринимаются попытки переосмыслить ведущую философскую концепцию России первой половины XX столетия. Этому способствует положение о наличии в составе философского знания разных модусов познания, возможности их единства, а также вышеуказанное разрешение противоречия между материализмом и идеализмом.

## Научные труды

### Монографии
- Алексеев П. В. Марксистско-ленинская философия и медицина в СССР. — М., 1970.
- Алексеев П. В., Ильин А. Я. Принцип партийности и естествознание. — М.: Изд-во МГУ, 1972.
- Алексеев П. В. Предмет, структура и функции диалектического материализма. — М., 1978.
  - 2-е изд. — М., 1983.
- Алексеев П. В. Естественнонаучный материализм и материалистическая диалектика. — М.: Высшая школа, 1981.
- Алексеев П. В. Наука и мировоззрение. — М., 1983.
- Алексеев П. В. Революция и научная интеллигенция. — М., 1987.
- Алексеев П. В. (В соавт.) Диалектический материализм. Общетеоретические принципы. Уч. пос. для философских факультетов. — М., 1987.
- Алексеев П. В. (В соавт.) Теория познания и диалектика. Уч. пос. для вузов. — М., 1991;
- Алексеев П. В. (В соавт.) Философия. Учебник для вузов. — М., 1996.
  - 2-е изд. — М., 1997, 1998, 1999.
  - 3-е изд. — М., 2000.
- Алексеев П. В. Социальная философия: Учебное пособие. — М.: Проспект, 2003. — ISBN 5-98032-075-X
- Алексеев П. В. Философы России начала XXI столетия: Биографии, идеи, труды: энциклопедический словарь. — М.: РОССПЭН, 2009. — 695 с. — ISBN 978-5-8243-1260-7

### Статьи
на русском языке
- Алексеев П. В. Дискуссия с механистами по проблеме взаимосвязи философии и естествознания. (Вторая половина 20-х годов) // Вопросы философии. — 1966. — № 4.
- Алексеев П. В. Об уточнении исходного понятия «агностицизм» и понимания его сути // Философские науки. — 1988. — № 9.
- Алексеев П. В. Мировоззрение Зигмунда Фрейда // Философские науки. — 1990. — № 1.
- Алексеев П. В. (В соавт.) П. С. Юшкевич: личность и философские взгляды. // Философские науки. — 1990. — № 9.
- Алексеев П. В. Вступительная статья // На переломе. Философские дискуссии 20-х годов. Философия и мировоззрение. — М., 1990.
- Алексеев П. В. С. Л. Франк, его философская концепция // Франк С. Л. Духовные основы общества. — М., 1992.
- Алексеев П. В. Человек, дух и реальность. Об экзистенциальном типе философствования Н. А. Бердяева // Бердяев Н. А. Царство Духа и царство Кесаря. — М., 1995.

на других языках
- Alekseev P. V. Die Naturwissenschaften unter den Bedingungen des Totalitarismus in der Sowjetunion Anfang der dreifiiger Jahre // Totalitarismus und Politische Religionen. Konzepte des Diktaturvergleichs. Paderborn—Miin-chen—Wien—Zurich, 1996;

### Составитель и редактор
- На переломе. Философские дискуссии 20-х годов. Философия и мировоззрение. — М., 1990.
- Франк С. Л. Духовные основы общества. — М., 1992.
- Ильин И. А. Путь к очевидности» — М., 1993. (совм. с В. И. Кураевым);
- «Педагогическое наследие русского зарубежья. 20-е годы» — М., 1993.
- Лосский Н. О. Бог и мировое зло. — М., 1994. (совм. с А. П. Поляковым и А. А. Яковлевым);
- Бердяев Н. А. Философия свободного духа. — М., 1994.
- «Царство Духа и царство Кесаря» — М., 1995;
- Гессен С. И. «Основы педагогики. Введение в прикладную философию» — М., 1995;
- Зеньковский В. В. «Проблема воспитания в свете христианской антропологии» — М., 1996;
- Франк С. Л. «Реальность и человек» — М., 1997;
- Зеньковский В. В. «Русские мыслители и Европа» — М., 1997 (совм. с А. В. Паниным);
- Хрестоматия по философии для вузов. М., 1996 (2-е изд. — 1997).